# WEC 41
WEC 41: Brown vs. Faber 2 foi um evento de MMA promovido pelo World Extreme Cagefighting em 7 de Junho de 2009 no ARCO Arena em Sacramento, California.

## Background
O campeão Peso Pena do WEC Mike Brown defendeu seu título em uma revanche contra o ex-campeão e desafiante n°1 Urijah Faber no evento principal.
Eddie Wineland era esperado para enfrentar Frank Gomez no evento, porém foi retirado do card devido a uma lesão e foi substituído pelo estreante Noah Thomas.
Richard Crunkilton era esperado para enfrentar Donald Cerrone no evento, porém foi forçado a se retirar devido a uma lesão e foi substituído por James Krause.
Charlie Valencia era esperado para enfrentar o estreante Kyle Dietz no evento, porém foi retirado do card devido a lesão e foi substituído por Rafael Rebello.

## Resultados

### Card Preliminar
- Luta de Peso Galo:  Rolando Perez vs.  Seth Dikun

Dikun venceu por Finalização (triângulo voador) aos 2:30 do primeiro round. Essa luta foi ao ar na transmissão.
- Luta de Peso Galo:  Frank Gomez vs.  Noah Thomas

Gomez venceu por Finalização (triangulo de braço) aos 3:12 do segundo round.
- Luta de Peso Galo:  Scott Jorgensen vs.  Antonio Banuelos

Banuelos venceu por Decisão Dividida (29–28, 28–29 e 29–28). Essa luta foi ao ar na transmissão.
- Luta de Peso Leve:  Mike Campbell vs.  Anthony Pettis

Pettis venceu por Finalização (triangulo) aos 1:49 do primeiro round. Essa luta foi ao ar na transmissão.
- Luta de Peso Galo:  Rafael Rebello vs.  Kyle Dietz

Rebello venceu por Finalização (mata-leão) aos 2:55 do primeiro round.
- Luta de Peso Pena:  Manny Gamburyan vs.  John Franchi

Gamburyan venceu por Decisão Unânime (30–27, 30–27 e 30–27).

### Card Principal
- Luta de Peso Pena:  Jens Pulver vs.  Josh Grispi

Grispi venceu por Finalização (guilhotina) aos 0:33 do primeiro round.
- Luta de Peso Leve:  Donald Cerrone vs.  James Krause

Cerrone venceu por Finalização (mata-leão) aos 4:38 do primeiro round.
- Luta de Peso Pena:  José Aldo vs.  Cub Swanson

Aldo venceu por Nocaute (dupla joelhada voadora e socos) aos 0:08 do primeiro round.
- Luta pelo Cinturão Peso Pena do WEC bout:  Mike Brown (c) vs.  Urijah Faber

Brown venceu por Decisão Unânime (49–46, 49–46 e 48–47) e manteve o Cinturão dos Penas do WEC.

## Bônus da Noite
Os lutadores foram premiados com o bônus de $10,000.
- Luta da Noite (Fight of the Night):  Mike Brown vs.  Urijah Faber
- Nocaute da Noite(Knockout of the Night):  José Aldo
- Finalização da Noite (Submission of the Night):  Seth Dikun